# Angeac-Charente
Angeac-Charente är en kommun i departementet Charente i regionen Nouvelle-Aquitaine i västra Frankrike. Kommunen ligger  i kantonen Châteauneuf-sur-Charente som ligger i arrondissementet Cognac. År 2022 hade Angeac-Charente 296 invånare.

## Befolkningsutveckling
Antalet invånare i kommunen Angeac-Charente
Referens:INSEE